# Fowlerichthys
Fowlerichthys es un género de peces de la familia Antennariidae, del orden Lophiiformes. El primer género de esta especie marina fue descrito en 1801.

## Especies
Especies reconocidas:
- Fowlerichthys avalonis D. S. Jordan & Starks, 1907
- Fowlerichthys ocellatus Bloch & J. G. Schneider, 1801
- Fowlerichthys radiosus Garman, 1896
- Fowlerichthys scriptissimus D. S. Jordan, 1902
- Fowlerichthys senegalensis Cadenat, 1959

### Lectura recomendada
- Rachel J. Arnold, Theodore W. Pietsch: Evolutionary history of frogfishes (Teleostei: Lophiiformes: Antennariidae): A molecular approach. Molecular Phylogenetics and Evolution, Volume 62, Issue 1, Januar 2012, Seite 117-129, doi:10.1016/j.ympev.2011.09.012.